# Fritz-kola
fritz-kola er et tysk firma, der laver cola og limonade. Firmaet blev grundlagt i Hamborg i 2002.

## Produkter
Firmaet udmærker sig ved at have betydeligt højere indhold af koffein i deres coladrikke end konkurrenter som Coca-Cola og Pepsi.
I København kan den købes i en del kiosker og caféer, især på Nørre- og Vesterbro.